# Валеджо
Валеджо (італ. Valeggio) — муніципалітет в Італії, у регіоні Ломбардія, провінція Павія.
Валеджо розташоване на відстані близько 470 км на північний захід від Рима, 45 км на південний захід від Мілана, 23 км на захід від Павії.
Населення — 220 осіб (2014).

## Демографія
Населення за роками:

Станом на 1 січня 2023 року в муніципалітеті офіційно проживало 13 іноземців з 5 країн, серед них 5 громадян країн Євросоюзу.

## Сусідні муніципалітети
- Аланья
- Дорно
- Феррера-Ербоньйоне
- Оттоб'яно
- Скальдазоле
- Тромелло